# Hairspray
Hairspray je americký muzikálový film z roku 2007 podle stejnojmenného broadwayského muzikálu z roku 2002, který je založen na filmové komedii Lak na vlasy od Johna Waterse z roku 1988. Příběh filmu se odehrává v roce 1962 v Baltimoru ve státě Maryland a sleduje život obtloustlé dospívající dívky Tracy Turnblad, která sní o tom, že se stane tanečnicí v místním televizním pořadu a bojuje proti rasové segregaci.
Film je adaptací scénáře filmu z roku 1988 od Waterse a scénáře od Thomase Meehana a Marka O'Donnella pro jevištní muzikál. Scénář k tomuto filmu napsala Leslie Dixon. Režisérem a choreografem filmu je Adam Shankman. Hairspray obsahuje písně z broadwayského muzikálu, které napsali Marc Shaiman a Scott Wittman, stejně jako čtyři nové skladby od Shaimana a Wittmana, které v původní broadwayské verzi nebyly.
Film získal pozitivní ohlasy a setkal se s finančním úspěchem. Zlomil rekord pro nejnavštěvovanější filmový muzikál ve svém prvním víkendu a rekord si film udržel až do července 2008, kde ho překonala Mamma Mia! a později v říjnu ve stejném roce také film Muzikál ze střední 3: Maturitní ročník. Hairspray se stal čtvrtým nejvýdělečnějším muzikálovým filmem v kinech v historii Spojených států. Před ním se objevily pouze adaptace filmů Pomáda, Chicago a Mamma Mia!. Film je dostupný na mnoha formátech, ve Spojených státech vyšel pro domácí video dne 20. listopadu 2007. Televizní kanál USA Network koupil vysílací práva k filmu a měl jej poprvé vysílat v kabelové televizi v únoru 2010, ale nakonec se tento měsíc nevysílal a byl přeložen. Film měl ve Spojených státech televizní premiéru dne 24. července 2010.

## Děj filmu
Dne 3. května 1962 Tracy Turnblad, veselá středoškolská studentka s nadváhou a žijící v Baltimoru ve státě Maryland vychází ze svého domu („Good Morning Baltimore“) a snaží se přežít další nudný den ve škole. Nad vodou jí drží jen pocit, že po škole bude spolu se svou nejlepší kamarádkou Penny Pingleton sledovat jejich oblíbený televizní pořad Show Cornyho Collinse, taneční pořad pro mladé, který vysílá místní televizní stanice WYZT (T„he Nicest Kids in Town“).
Dospívající lidé účinkující v pořadu chodí na Tracyinu a Pennyinu střední školu a mezi nimi také arogantní a bohatá Amber von Tussle a její přítel, Link Larkin, hlavní tanečník v pořadu. Matka Amber je manažerka Velma, která pracuje ve WYZT a zajišťuje, aby byla Amber v pořadu a aby Show Cornyho Collinse byl rasově segregovaný pořad. Corny Collins a jeho tanečníci jsou běloši; černoši se v televizi objevují jen v „Černošský den“, který se koná každé poslední úterý v měsíci a uvádí ho R&B diskžokejka Motorová Maybelle vlastnící místní obchod s deskami.
Tracyina samotářská matka Edna a Pennyina přísná a nábožensky založená matka Prudy nesouhlasí s zapálením dcer pro taneční pořad, i přes to, že sama Prudy tento pořad sleduje. Tracyin otec Wilbur, majitel obchodu s žertovnými předměty, je mírnější. Corny Collins oznamuje, že jedna z tanečnic, Brenda, je těhotná a pořad opouští, takže se druhý den v době školy bude konat konkurz, aby její místo nahradili někým novým („It Takes Two“). Tracy na konkurzu odmítne Velma kvůli její nadváze a podpoře rasové integrace („(The Legend of) Miss Baltimore Crabs“). Kvůli tomu, že účastí na konkurzu vynechala vyučování, udělí paní Wimsey Tracy trest po škole. Tracy zjistí, že děti z „Černošského dne“ v době po škole tančí. Spřátelí se s nejlepším tanečníkem a synem Motorové Maybellem Seaweedem, který naučí Tracy několik tanečních pohybů. Když s nimi Tracy tančí, nechtěně vrazí do Linka a sní o životě s ním („I Can Hear the Bells“). Na tanečním vystoupení získá Tracy pozornost Cornyho Collinse („Ladies' Choice“) a ten ji připojuje k tanečníkům („The Nicest Kids in Town (Reprise)“).
Tracy se stane jednou z Cornyho nejpopulárnějších tanečnic. Nicméně toto ohrožuje šance Amber stát se „Miss Lak na vlasy“ („The New Girl in Town“) a také její vztah s Linkem, který je k Tracy čím dál tím víc laskavější. Pan Pinky, mírně sebestředný obchodník, naznačuje, že by se Tracy mohla stát tváří jeho butiku s názvem Pinkiho útočiště boubelek. Tracy přesvědčuje Ednu, aby ji do obchodu doprovodila jako její agentka a také, aby se její matka zbavila agorafobie („Welcome to the '60s“).
Tracy představuje Penny Seaweeda a ti dva si okamžitě padnou do oka. Jedno odpoledne Amber zaviní, že je Tracy opět po škole. Link ji následuje tím, že vědomě urazí pana Flaka. Seaweed pozve dívky a Linka, aby se k přidali k němu a jeho sestře malé Inez na taneční party do obchodu Motorové Maybelle („Run and Tell That“). Edna zde nalezne Tracy a snaží se jí dostat domů, dokud ji Maybelle nepřesvědčí, aby zůstala a řekne jí, aby byla na sebe pyšná („Big, Blonde and Beautiful“). Maybelle všechny informuje, že Velma zrušila „Černošský den“. Tracy navrhuje, že by Maybelle a ostatní měli následující odpoledne zorganizovat demonstraci den před udílením „Miss Lak na vlasy“. Link si uvědomí, že vystoupení na udělení titulu „Miss Lak na vlasy“ je pro něj velkou příležitostí a rozhodne se nezúčastnit se demonstrace. Po večírku jde Edna do Wilburova obchodu, aby s ním flirtovala, ale Velma se tam dostane dříve a snaží se Wilbura svést („Big, Blonde and Beautiful (Reprise)“). Edna v tu chvíli přijde a obviní Wilbura z nevěry. Edna z nenávisti k Velmě zakazuje Tracy, aby se v pořadu objevila, ale pochopí, že jí její manžel nebyl nevěrný a s Wilburem se usmíří („(You’re) Timeless to Me“).
Následující ráno se Tracy vyplíží z domu, aby se připojila k demonstraci („I Know Where I’ve Been“), kterou zastaví policejní zátaras zřízený Velmou. Protestující jsou zadrženi policií, ale Tracy uteče k Pingletonovým, kde ji Penny schová v protiatomovém krytu. Prudy chytí Tracy, zavolá policii a přiváže Penny k její posteli. Seaweed a jeho přátelé, kterým před zatčením pomohl Wilbur, protože za ně složil kauci, pomáhají Tracy a Penny uniknout. Link navštíví Tracyin domov, protože ji hledá a uvědomí si, že ji miluje. Seaweed a Penny si během úniku z jejího domu uvědomí svou lásku („Without Love“).
V době konání soutěže „Miss Lak na vlasy“ („(It’s) Hairspray“) Velma nařídí policistům, aby obklopili budovu WYZT, aby se tam Tracy nemohla dostat. Velma také podvádí v hlasování a zfalšuje hlasy, aby mohla Amber vyhrát. Penny přijíždí na soutěž s Ednou inkognito, zatímco Wilbur, Seaweed a děti z „Černošského dne“ pomáhají Tracy, aby se dostala do soutěže. Link se rozchází s Amber, aby mohl tančit s Tracy; později před obrazovku vytáhne Malou Inez, která do studia přišla s Maybelle a na pódiu při soutěži tančí.
Malá Inez získá nejvíce hlasů a stane se „Miss Lak na vlasy“ a oficiálně se začlení do Show Cornyho Collinse jako hlavní tanečnice. Corny také prohlásí, že od teď budou v Show Cornyho Collinse vystupovat jak běloši, tak i černoši dohromady. Velma je rozzlobená a informuje svou dceru, že zfalšovala hlasování, aby vyhrála. Edna a Wilbur na ní v tu chvíli namíří kameru a celý její výstup je v živém vysílání, za což jí z televize vyhodí. Show Cornyho Collinse vede k oslavám a Tracy a Link svou lásku stvrdí polibkem („You Can’t Stop the Beat“).

## Obsazení

### Hlavní role
- Nikki Blonsky jako Tracy Edna Turnblad. Optimistická dospívající dívka s nadváhou, která miluje tanec. Tracy neodlišuje rasy a tak se stane aktivním zastáncem rasové integrace Show Cornyho Collinse. Hairspray je pro herečku Nikki Blonsky filmový debut.

- John Travolta jako Edna Turnblad, Tracyina matka. Trpí agorafobií, protože se stydí za svou obezitu. Obsazením Johna Travolty do role Edny pokračuje tradice muže, který hraje ženskou roli. V původním filmu z roku 1988 tuto roli hrál herec Divine a v broadwayské verzi zase Harvey Fierstein. Manažeři u New Line Cinema si původně mysleli, že by roli měl dostat herec často hrající komediální role a padala jména jako Robin Williams, Steve Martin a Tom Hanks. Nicméně, producenti filmu Craig Zadan a Neil Meron velice chtěli do této role Johna Travoltu, protože si zahrál ve filmu Pomáda, druhém nejúspěšnějším filmovém muzikálu všech dob a porazila ho pouze Mamma Mia!.

- Michelle Pfeifferová jako Velma Von Tussle. Velma je televizní manažerka stanice WYZT, rasistka a diskriminuje lidi s problémy s váhou. Je to bývalá baltimorská královna krásy a chce zachovat svou dceru Amber v záři reflektorů a aby byla Show Cornyho Collinse rasově segregována anebo ještě lépe, aby byl zrušen „Černošský den“. Hairspray je první film s Michelle Pfeifferovou, který byl vydán v pěti letech. Ve stejném roce se objevila i ve filmu Hvězdný prach, ale ten se v kinech objevil až tři týdny po Hairsprayi. Spolupráce Pfeiffer a Travolty (Travolta hrál v Pomádě a Pfeiffer ve filmu Pomáda 2) nebyla náhodná; Travolta požádal, aby zlou roli hrála právě Pfeiffer.

- Christopher Walken jako Wilbur Turnblad, Tracyin otec, nekonfliktní majitel obchodu s žertovnými předměty, který je pod bytem rodiny Turnbladových. John Travolta požádal, aby byl pro roli zvažován Walken a ten porazil v konkurzu Billyho Crystala a Jima Broadbenta.

- Amanda Bynes jako Penny Pingleton, Tracyina nejlepší kamarádka. Je to zakřiknutá dívka, která se zamiluje do Seaweeda navzdory úsilí své rasistické a přísné matky Prudy Pingleton. Amanda Bynes, mladá herečka známá z televizních pořadů stanice Nickelodeon a z několika filmů, byla jednou z mála filmových hvězd obsazená do teenagerovské role.

- James Marsden jako Corny Collins. Jako moderátora pořadu Show Cornyho Collinse ho jeho politicky progresivní postoje vedou k tomu, aby bojoval proti oddělení ras v jeho pořadu. Postava Cornyho Collinse je založena na baltimorské televizní osobnosti, Buddym Deanovi, který uváděl místní taneční pořad pro mladé na konci padesátých a na začátku šedesátých let minulého století. James Marsden v konkurzu na tuto roli porazil Joeyho McIntyra a svého kolegu s filmu X-Men, Hugha Jackmana.

- Queen Latifah jako „motorová“ Maybelle, baltimorská R&B rádiová diskodžejka, která uvádí „Černošský den“ v Show Cornyho Collinse. Maybelle také provozuje obchod s deskami v severní části města. Queen Latifah se objevila v úspěšném filmovém muzikálu Chicago a hrála ve filmu Dům naruby, který režíroval Adam Shankman. V konkurzu na roli Maybelle porazila soulovou legendu Arethu Franklin.

- Brittany Snow jako Amber Von Tussle, Velmina rozmazlená dcera a hlavní tanečnice v Show Cornyho Collinse. Amber se stane nepřítelem Tracy, když Tracy začne ohrožovat Amberiny šance na výhru titulu „Miss Lak na vlasy“ a vztah s jejím přítelem Linkem. Brittany Snow dříve pracovala s Shankmanem na filmu Ochránce. Pro roli Amber byla také zvažována Hayden Panettiere, ale nakonec roli nezískala, kvůli své (v té době) připravované práci na seriálu televize NBC, Hrdinové.

- Zac Efron jako Link Larkin, přítel Amber a hlavní tanečník v Show Cornyho Collinse. Link je zpěvák, do kterého se Tracy zamiluje. Tato postava je založena na Elvisovi Presleym. O Zacu Efronovi, populárním herci známém z filmové trilogie televizního kanálu Disney Channel s názvem Muzikál ze střední, si Adam Shankman zpočátku myslel, že bude „příliš Disney“.

- Elijah Kelley jako Seaweed J. Stubbs, Maybellin syn. Je to zručný tanečník, který naučí Tracy několik tanečních pohybů a zamiluje se do její nejlepší kamarádky Penny. Pro herce ztvárňujícího tuto roli, Elijaha Kelleyho, byla tato role ve filmu jeho první rolí a v konkurzu porazil i několik známých R&B hvězd ucházejících se právě o roli Seaweeda.

- Allison Janney jako Prudy Pingleton, matka Penny. Je to přísná katolička, jejíž přísná výchova vede Penny od společenského života.

### Menší role
- Paul Dooley jako pan Harriman F. Spritzer, majitel společnosti „Ultra Beton“ a hlavní sponzor Show Cornyho Collinse. Ačkolv pan Spritzer chce nechat pořad oddělený, nakonec dá na názor veřejnosti, pokud mu to zvedne prodeje.
- Jayne Eastwood jako Wimseyová, Tracyina učitelka zeměpisu. Dává Tracy trest po škole, který je vede ke Seaweedovi.
- Jerry Stiller jako pan Pinky, majitel obchodu nazvaného Pinkiho útočiště boubelek, který si Tracy najímá jako tvář obchodu. V původním filmu hrál Stiller roli Wilbura Turnblada.
- Taylor Parks jako malá Inez Stubbs, Maybellina dospívající dcera. Je to velmi talentovaná tanečnice a sestra Seaweeda. Inez je z části založena na Ruby Bridges, prvním černošském dítěti, které oficiálně navštěvovalo bělošskou školu ve státě Louisiana.
- George King jako pan Flak. Je to učitel dějepisu Amber, Linka a Tracy. Dává Tracy trest po škole, když Amber obviní Tracy z namalování jeho karikatury s prsy. Také dává trest po škole i Linkovi za to, že ho pro Tracyinu obranu urazil.

### Tanečníci
- Curtis Holbrook jako Brad
- Hayley Podschun jako Tammy
- Phillip Spaeth jako Fender
- Cassie Silva jako Brenda
- Nick Baga jako Sketch
- Sarah Jayne Jensen jako Shelley
- Jesse Weafer jako I.Q.
- Kelly Fletcher jako Lou Ann
- J.P. Ferreri jako Joey
- Spencer Liff jako Mikey
- Laura Edwards jako Vicky
- Tabitha Lupien jako Becky
- Corey Gorewicz jako Bix
- Joshua Feldman jako Jesse
- Becca Sweitzer jako Darla
- Everett Smith jako Paulie
- Tiffany Engen jako Noreen
- Brooke Engen jako Doreen

#### The Dynamites
- Shayna Steele
- Kamilah Marshall
- Terita Redd

### Camea
Kromě hlavních herců film také obsahoval několik cameí s jednotlivými tvůrci, kteří se nějak zapojili do Hairspraye:
- Ricki Lake (Tracy Turnblad v původním filmu) jako talentová agentka William Morris Agency, (pouze hlas) zpívá „Mama, I'm a Big Girl Now“.
- Adam Shankman (choreograf/režisér filmu) jako talentový agent William Morris Agency, (pouze hlas) zpívá „Tied Up in the Knots of Sin“ s Marcem Shaimanem, což slyšíme, když Prudy zapne gramofon, zatímco připoutává Penny.
- Marc Shaiman (autor textů písní a hudby ve filmu) jako talentový agent William Morris Agency, (pouze hlas) zpívá „Tied Up in the Knots of Sin“ s Adamem Shankmanem, což slyšíme, když Prudy zapne gramofon, zatímco připoutává Penny.
- Scott Wittman (autor textů písní a hudby ve filmu) jako talentový agent William Morris Agency.
- John Waters (scenárista a režisér původního filmu) jako „blikač bydlící vedle“.
- Mink Stole (Tammy v původním filmu) jako kouřící žena na ulici. Můžeme ji též vidět v hudebním čísle „Welcome to the '60s“.
- Jamal Sims (pomocný choreograf) jako jeden ze studentů po škole
- Anne Fletcher (pomocná choregrafka) jako školní zdravotní sestra
- Zach Woodlee (pomocný choreograf) jako kouřící učitel

#### Zpívající camea
- Marissa Jaret Winokur (Původní Tracy v broadwayském muzikálu) zpívá „Mama, I'm a Big Girl Now“
- Harvey Fierstein (Původní Edna v broadwayském muzikálu) jako zpěvák na konci písničky „Mama, I'm a Big Girl Now“
- Corey Reynolds (Původní Seaweed v broadwayském muzikálu) jako zpěvák „Trouble on the Line“. Tato píseň je slyšet krátce po „Big, Blonde and Beautiful“, do té doby, než Maybelle oznámí ukončení Černošského dne.
- Arthur Adams (jeden z muzikálových představitelů Seaweeda) zpívá „Boink-Boink“, které slyšíme během písně „Big, Blonde and Beautiful“.
- Chester Gregory (jeden z muzikálových představitelů Seaweeda) zpívá „Breakout“, které je slyšet, když se Tracy představuje Seaweedovi a jsou oba po škole.
- Aimee Allen (americká popová hvězda) zpívá „Cooties“

## Hudební čísla
1. „Good Morning Baltimore“ – Tracy
2. „The Nicest Kids in Town“ – Corny a tanečníci
3. „It Takes Two“ – Link (z písně použita pouze coda)
4. „(The Legend of) Miss Baltimore Crabs“ – Velma a tanečníci
5. „I Can Hear the Bells“ – Tracy
6. „Ladies' Choice“ – Link
7. „The Nicest Kids in Town (Reprise)“ – Corny a tanečníci
8. „The New Girl in Town“ – Amber, Tammy, Shelley a The Dynamites
9. „Welcome to the '60s“ – Tracy, Edna, The Dynamites a zaměstnanci Hefty Hideaway
10. „Run and Tell That“ – Seaweed, Little Inez a studenti po škole
11. „Big, Blonde, and Beautiful“ – Motorová Marelle
12. „Big, Blonde, and Beautiful (Reprise)“ – Edna a Velma
13. „(You're) Timeless to Me“ – Edna a Wilbur
14. „I Know Where I've Been“ – Motorová Marelle a ostatní
15. „I Can Wait“ – Tracy (vynechaná scéna)
16. „Without Love“ – Link, Tracy, Seaweed, Penny a studenti po škole
17. „(It's) Hairspray“ – Corny a tanečníci
18. „You Can't Stop the Beat“ – Tracy, Link, Penny, Seaweed, Edna, Motormouth a ostatní
19. „Come So Far (Got So Far to Go)“ – Queen Latifah, Zac Efron, Nikki Blonsky a Elijah Kelley (závěrečné titulky)
20. „Mama, I'm a Big Girl Now“ – Ricki Lake, Marissa Jaret Winokur a Nikki Blonsky a Harvey Fierstein (závěrečné titulky)
21. „Cooties“ – Aimee Allen (závěrečné titulky)

## Ocenění a nominace
| Ocenění                                     | Kategorie                                                     | Nominovaný                                      | Výsledek  |
| ------------------------------------------- | ------------------------------------------------------------- | ----------------------------------------------- | --------- |
| Alliance of Women Film Journalists          | nejlepší nováček                                              | Nikki Blonsky                                   | nominace  |
| Cena Grammy                                 | nejlepší filmový soundtrack                                   |                                                 | nominace  |
| Critics' Choice Awards                      | nejlepší film (komedie)                                       |                                                 | nominace  |
| Critics' Choice Awards                      | nejlepší rodinný film                                         |                                                 | nominace  |
| Critics' Choice Awards                      | nejlepší obsazení                                             |                                                 | vítězství |
| Critics' Choice Awards                      | nejlepší filmová píseň                                        | „Come So Far (Got So Far to Go)“ – Marc Shaiman | nominace  |
| Critics' Choice Awards                      | nejlepší mladá herečka                                        | Nikki Blonsky                                   | vítězství |
| Detroit Film Critics Society Awards         | nejlepší nováček                                              | Nikki Blonsky                                   | nominace  |
| Filmová cena Britské akademie               | nejlepší masky                                                | Judi Cooper-Sealy a Jordan Samuel               | nominace  |
| Filmový cena MTV                            | objev roku                                                    | Zac Efron                                       | vítězství |
| Filmový cena MTV                            | objev roku                                                    | Nikki Blonsky                                   | nominace  |
| Houston Film Critics Society Awards         | nejlepší obsazení                                             |                                                 | vítězství |
| Chicago Film Critics Association Awards     | nejslibnější herec/herečka                                    | Nikki Blonsky                                   | nominace  |
| Mezinárodní filmový festival v Palm Springs | nejlepší obsazení                                             |                                                 | vítězství |
| Mezinárodní filmový festival v Palm Springs | objev roku                                                    | Nikki Blonsky                                   | vítězství |
| NAACP Image Awards                          | nejlepší ženský herecký výkon ve vedlejší roli                | Queen Latifah                                   | nominace  |
| Online Film Critic Society Award            | objev roku                                                    | Nikki Blonsky                                   | vítězství |
| People's Choice Awards                      | nejoblíbenější filmová píseň                                  | „You Can't Stop the Beat“                       | vítězství |
| Satellite Awards                            | nejlepší film (komedie/muzikál)                               |                                                 | nominace  |
| Satellite Awards                            | nejlepší původní song                                         | „Come So Far (Got So Far to Go)“ – Marc Shaiman | nominace  |
| Satellite Awards                            | nejlepší výprava                                              | Dennis Davenport a David Gropman                | nominace  |
| Satellite Awards                            | nejlepší kostýmy                                              | Rita Ryack                                      | nominace  |
| Screen Actors Guild Awards                  | nejlepší obsazení                                             |                                                 | nominace  |
| Teen Choice Awards                          | nejlepší letní film (komedie)                                 |                                                 | vítězství |
| Young Artist Awards                         | nejlepší rodinný film (komedie/drama)                         |                                                 | nominace  |
| Women Film Critics Circle Awards            | nejlepší zobrazení ženy ve filmu                              |                                                 | vítězství |
| Women Film Critics Circle Awards            | nejlepší hudba                                                | Nikki Blonsky a Queen Latifah                   | vítězství |
| Women Film Critics Circle Awards            | síň studu                                                     | John Travolta                                   | vítězství |
| Zlatý glóbus                                | nejlepší film (komedie/muzikál)                               |                                                 | nominace  |
| Zlatý glóbus                                | nejlepší ženský herecký výkon v hlavní roli (komedie/muzikál) | Nikki Blonsky                                   | nominace  |
| Zlatý glóbus                                | nejlepší mužský herecký výkon ve vedlejší roli                | John Travolta                                   | nominace  |

## Zrušené pokračování filmu
Díky finančnímu úspěchu filmu, požádala společnost New Line Cinema Johna Waterse, aby napsal k filmu pokračování. Waters se pro tento projekt znovu spojil s režisérem a choreografem Adamem Shankmanem a skladateli Marcem Shaimanem a Scottem Wittmanem, aby složili nová filmová hudební čísla.
Příběh by se díval na Tracy, která vstupuje do éry hudby na konci šedesátých let a britské invaze a používal by jako pozadí Vietnamskou válku. I když nebyl ohlášen žádný oficiální casting, New Line řekli, že doufají, že „chytí mnoho lidí z původního obsazení Hairspray“. Nicméně John Travolta veřejně řekl, že by se pokračování filmu nezúčastnil, protože „není velkým příznivcem filmových pokračování“.
Pokračování mělo být vydáno v polovině července 2010 přes studio Warner Bros., které vlastní New Line Cinema. Ale v červnu 2010 režisér Shankman řekl britskému tisku, že film Hairspray 2 se už nevyrábí a skladatel Marc Shaiman také řekl, že žádné pokračování filmu nebude.